# 248388 Namtso
248388 Namtso è un asteroide della fascia principale. Scoperto nel 2005, presenta un'orbita caratterizzata da un semiasse maggiore pari a 3,0720215 UA e da un'eccentricità di 0,1519219, inclinata di 3,69269° rispetto all'eclittica.